# Mort pour le service de la République
Ne doit pas être confondu avec Mort pour la France ou Mort pour le service de la Nation.
Mort pour le service de la République est, en France, une mention honorifique posthume portée sur l'acte de décès d'une personne afin de reconnaître son sacrifice au service de la République.

## Historique
La mention « Mort pour le service de la République » a été créée par la loi du 25 novembre 2021 « visant à consolider notre modèle de sécurité civile et valoriser le volontariat des sapeurs-pompiers ».
La création de cette nouvelle mention honorifique en 2021 visait notamment à consacrer la reconnaissance de la France à des personnes, mortes dans l'exercice de leurs fonctions à l'occasion d'un engagement exceptionnel et à étendre la reconnaissance de la qualité de Pupille de la Nation aux enfants de ces agents publics décédés dans des circonstances exceptionnelles.
Cette nouvelle mention a été annoncée par la Président de la République Emmanuel Macron, le 21 mai 2021 « Je souhaite que nous donnions à notre reconnaissance un ancrage solide dans la loi, que l’on accorde aux agents publics décédés dans des circonstances exceptionnelles au service du bien commun un statut spécifique, celui de mort pour le service de la République, qui permette à leurs fils, leurs filles de devenir des pupilles de la République » et de bénéficier ainsi d’un « soutien matériel et moral pour les aider à se relever » ,.
Le chef de l'Etat avait alors annoncé que la mention concernerait ceux qui « en pleine pandémie de Covid-19 prennent soin de la vie des autres ». Emmanuel Macron reprenait alors l'idée du député de l'Indre François Jolivet répondant à une demande sociale forte, mais en l'étendant également aux situations récurrentes de décès en service dans des circonstances échappant aux dispositions normales du droit du travail (décès lors d'opérations de sauvetage ou de secours, accidents à l'entraînement pour les militaires…). Il était notamment pris en compte le fait que les sapeurs-pompiers volontaires, les bénévoles des associations agréées de sécurité civile et les militaires en exercice n'étaient pas éligibles à la mention « Mort pour le service de la Nation » et de fait, leurs enfants ne pouvaient pas bénéficier du statut de pupille,,,.
L'annonce du 21 mai 2021 s'est ensuite traduite par amendement dans la proposition de loi sur le modèle de sécurité civile et le volontariat des sapeurs-pompiers qui était alors en cours d'examen au parlement est qui a été définitivement adoptée par l'Assemblée nationale le 16 novembre 2021 et promulguée le 25 novembre 2021.
Le 25 mars 2022, un décret a rendu éligible à titre exceptionnel à la mention « Mort pour le service de la République » les personnels soignants dont le décès est imputable au covid-19 contracté dans l'exercice de leurs fonctions,.
Le décret du 22 avril 2022 détaille les modalités d'attribution de la mention « Mort pour le service de la République » en instituant une commission chargée d'émettre un avis préalable à l'octroi de la mention et dont les membres sont désignés par Arrêté du Premier ministre,,.
Le 13 septembre 2022, alors qu’il est en déplacement aux Sables-d’Olonne, le Président de la République Emmanuel Macron déclare aux familles des sauveteurs en mer décédés lors du naufrage du 8 juin 2019  avec lesquelles il s’est entretenu que les premières décisions portant attribution de la mention seraient prises dès le 28 septembre 2022.
Le 28 septembre 2022, la commission – chargée d’émettre un avis pour l’attribution de la mention « Mort pour le service de la République » – se réunit pour la première fois et examine neuf dossiers. La Première Ministre Elisabeth Borne a signé le même jour les premières décisions portant attribution de la mention.

## Conditions d'attribution
La mention est attribuée par le Premier ministre. Une commission est chargée d'émettre un avis sur chaque demande d'attribution de la mention.
L'Office national des combattants et victimes de guerre instruit les demandes.
La mention « Mort pour le service de la République » est à distinguer des mentions « Mort pour la France » et « Mort pour le service de la Nation » qui sont des mentions bénéficiant aux militaires et agents publics tués en raison de leurs fonctions ou de leur qualité du fait de l'acte volontaire d'un tiers.
L'article 30 de la loi du 25 novembre 2021 vise les militaires, les agents des polices nationale et municipale, des douanes, de l'administration pénitentiaire, les sapeurs-pompiers et marins-pompiers, les personnels participant ou concourant aux missions de sécurité civile, les bénévoles et salariés des associations agréées de sécurité civile et de secours en mer.
Le texte, applicable pour les décès survenus à compter du 21 mars 2016, prévoit que la mention soit attribuée lorsque la personne est décédée dans l'une des conditions suivantes :
- du fait de l’accomplissement de ses fonctions dans des circonstances exceptionnelles ;
- en accomplissant un acte d’une particulière bravoure ou un acte de dévouement ou pour sauver la vie d’une ou plusieurs personnes dépassant l’exercice normal de ses fonctions ;
- au cours de missions, services, tâches, manœuvres ou exercices exécutés sur ordre et présentant une dangerosité ou un risque particuliers.

En plus des catégories de personnes ci-dessus, et lorsqu’une exposition au danger ou une situation exceptionnelle les concernant le justifie, le Premier ministre peut également définir une liste des personnes éligibles à titre exceptionnel. Cette extension doit alors être encadrée par un décret qui détermine les catégories de personnes et les dates de décès susceptibles d'ouvrir droit au bénéfice de cette mention. Cette possibilité exceptionnelle a été mise en œuvre la première fois par décret du 25 mars 2022 pour le personnel soignant dont le décès, survenu entre le 1er janvier 2020 et le 31 juillet 2022, est imputable au covid-19.

## Avantages octroyés aux ayants droit
La succession de la personne attributaire de la mention « Mort pour le service de la République » est exonérée de l’impôt de mutation par décès,.
La qualité de pupille de la République est attribuée par le Premier ministre aux enfants, jusqu'à l'âge de vingt et un ans inclus, des personnes dont l'acte de décès porte la mention « Mort pour le service de la République ». Cette qualité, à l'instar de celle de pupille de la Nation, a pour conséquence une protection et un soutien matériel et moral de l'État jusqu'aux 21 ans de l'enfant.
En application de l'article 9 du décret n°2022-618 du 22 avril 2022, le Premier Ministre exerce les compétences conférées à l'ONACVG et à ses services départementaux. Il peut toutefois déléguer par convention à l'ONACVG le soin de mettre en œuvre au nom de l'Etat tout ou partie des compétences nécessaires à la mise en œuvre de cet accompagnement et au versement des subventions d'entretien et d'éducation,.
Des subventions peuvent être accordées aux pupilles de la République lorsque la situation le requiert (subvention d'entretien pour les plus jeunes destinée à assurer dans de bonnes conditions une fréquentation scolaire assidue, subvention pour frais de maladie en complément des prestations de la sécurité sociale et de la mutuelle complémentaire santé, subventions d'études même au-delà de vingt et un ans.
Contrairement aux mentions « Mort pour la France » et « Mort pour le service de la Nation », la mention « Mort pour le service de la République » n'entraine pas obligatoirement l'inscription du nom du défunt sur un monument aux morts.